# Jacqueline Balcells
Pour les articles homonymes, voir Balcells.
Jacqueline Marty Aboitiz de Balcells  (née en 1944 à Valparaiso) est une femme de lettres chilienne, auteure de littérature d'enfance et de jeunesse.

## Biographie
Elle fait sa scolarité à l'Alliance française de Santiago du Chili, puis se forme à la Croix-Rouge pour travailler en hôpital militaire. Elle étudie ensuite le journalisme à l'université pontificale catholique du Chili.
En 1966, elle épouse le poète Ignacio Balcells. De 1982 à 1985, elle vit à Paris, où elle est catéchiste dans une des paroisses de la capitale française. Elle commence à publier des contes dans la revue catholique pour la jeunesse J'aime lire. Elle commence à publier au Chili en 1986.

## Œuvres

### En français
- Le Raisin enchanté, illustré par Philippe Mignon, J'aime lire n° 90, 1984.
- La Princesse et le Nain vert, ill. par Nicole Claveloux, Bayard Presse, 1988
- Le Géant enseveli, ill. par Véronique Cau, Bayard Presse, 1990.
- Un pirate dans la ville, ill. par Quentin Blake, Bayard Presse, 1993.
- Léo contre Léa, ill. par Mérel, Bayard Presse, 1996.
- il s'est écrit en espagnol .
- le rêve de christophe colomb .